# 北海道道686号鈴岡今金停車場線
北海道道686号鈴岡今金停車場線（ほっかいどうどう686ごう すずおかいまかねていしゃじょうせん）は、北海道瀬棚郡今金町内を結ぶ一般道道（北海道道）である。

## 概要

### 路線データ
- 起点：北海道瀬棚郡今金町鈴岡（せたな町境界）
- 終点：北海道瀬棚郡今金町今金（旧国鉄 瀬棚線 今金駅跡）
- 総延長：6.300 km
- 実延長：4.007 km
- 重用延長：2.293 km

## 歴史
- 1970年（昭和45年）3月31日 - 路線認定[1]。

## 路線状況

### 重複区間
- 国道230号：今金町字神丘 - 今金町字今金

### 道路施設

#### 主な橋梁
- 鈴岡橋（40m、利別目名川、今金町）

## 地理

### 通過する自治体
- 檜山振興局
  - 瀬棚郡今金町

### 交差する道路
今金町
- 国道230号 - 字神丘、字今金（重複）
- 北海道道936号丹羽今金線 - 字今金

### 沿線にある施設など
今金町
- Aコープいまかね店 - 今金141